# Paris Saint-Germain Football Club 1986-1987
Questa voce raccoglie le informazioni riguardanti il Paris Saint-Germain Football Club nelle competizioni ufficiali della stagione 1986-1987

## Stagione
Nel campionato 1986-87 il PSG campione uscente terminò in settima posizione, mancando la difesa del titolo: la prima partecipazione alla Coppa Campioni si interruppe invece nei sedicesimi di finale, contro il Vitkovice.

## Maglie e sponsor
Vengono confermate tutte le divise introdotte l'anno precedente, prodotte però dall'Adidas che aggiunge una terza divisa di colore rosso. Per quanto riguarda gli sponsor ufficiali viene confermato RTL (in uso dal 1974) con in più la pay tv Canal+.
| Manica sinistra · Manica sinistra · Maglietta · Maglietta · Manica destra · Manica destra · Pantaloncini · Calzettoni | Manica sinistra · Manica sinistra · Maglietta · Maglietta · Manica destra · Manica destra · Pantaloncini · Calzettoni | Manica sinistra · Manica sinistra · Maglietta · Maglietta · Manica destra · Manica destra · Pantaloncini · Calzettoni |

## Organigramma societario
Area direttiva
- Presidente onorario: Henri Patrelle
- Presidente: Francis Borelli

Area tecnica
- Allenatore: Gérard Houllier

## Rosa
| N. |                    | Ruolo | Calciatore          |
| -- | ------------------ | ----- | ------------------- |
|    | Francia (bandiera) | P     | Joël Bats           |
|    | Francia (bandiera) | P     | Jean-Michel Moutier |
|    | Francia (bandiera) | P     | Claude Barrabé      |
|    | Francia (bandiera) | D     | Thierry Bacconnier  |
|    | Francia (bandiera) | D     | Michel Bibard       |
|    | Francia (bandiera) | D     | Philippe Jeannol    |
|    | Francia (bandiera) | D     | Claude Lowitz       |
|    | Francia (bandiera) | D     | Olivier Martinez    |
|    | Francia (bandiera) | D     | Jean-Marc Pilorget  |
|    | Francia (bandiera) | D     | Stéphane Persol     |
|    | Francia (bandiera) | D     | Franck Tanasi       |
|    | Francia (bandiera) | D     | Alain Polaniok      |
|    | Francia (bandiera) | D     | Fabrice Moreau      |
|    | Francia (bandiera) | D     | Thierry Rabat       |
|    | Francia (bandiera) | D     | William Ayache      |

| N. |                        | Ruolo | Calciatore          |
| -- | ---------------------- | ----- | ------------------- |
|    | Francia (bandiera)     | D     | Jean-Luc Vasseur    |
|    | Francia (bandiera)     | C     | Pierre Reynaud      |
|    | Francia (bandiera)     | C     | Alain Couriol       |
|    | Francia (bandiera)     | C     | Liazid Sandjak      |
|    | Jugoslavia (bandiera)  | C     | Safet Sušić         |
|    | Francia (bandiera)     | C     | Fabrice Poullain    |
|    | Francia (bandiera)     | C     | Patrice Marquet     |
|    | Senegal (bandiera)     | C     | Oumar Sène          |
|    | Francia (bandiera)     | C     | Éric Martin         |
|    | Senegal (bandiera)     | A     | Jules Bocandé       |
|    | Senegal (bandiera)     | A     | Amara Simba         |
|    | Francia (bandiera)     | A     | Dominique Rocheteau |
|    | Jugoslavia (bandiera)  | A     | Vahid Halilhodžić   |
|    | Paesi Bassi (bandiera) | A     | Pierre Vermeulen    |
|    | Francia (bandiera)     | A     | Daniel Xuereb       |

## Statistiche

### Statistiche di squadra
| Competizione       | Punti | Totale | Totale | Totale | Totale | Totale | Totale | DR |
| Competizione       | Punti | G      | V      | N      | P      | Gf     | Gs     | DR |
| ------------------ | ----- | ------ | ------ | ------ | ------ | ------ | ------ | -- |
| Division 1         | 41    | 38     | 14     | 13     | 11     | 35     | 33     | +2 |
| Coppa di Francia   | -     | 3      | 1      | 1      | 1      | 2      | 1      | +1 |
| Coppa dei Campioni | -     | 2      | 0      | 1      | 1      | 2      | 3      | -1 |
| Totale             |       | 43     | 20     | 13     | 10     | 62     | -52    |    |